# اتحاد بولندا لكرة القدم
تأسس الاتحاد البولندي لكرة القدم في عام 1919م وانضم إلى الاتحاد الدولي لكرة القدم في 1923م وانضم إلى الاتحاد الأوروبي لكرة القدم في 1955م.